# Монастырёв, Таллий Диевич
Та́ллий Ди́евич Монастырёв (1 ноября 1939, Москва — 31 января 2011, Эрзурум) — советский спортсмен, чемпион СССР по горнолыжному спорту, тренер. Вице-президент и почётный член Федерации горнолыжного спорта и сноуборда России.

## Биография
Родился 1 ноября 1939 года в Москве. Внучатый племянник подводника и историка Нестора Монастырёва и внук архитектора Александра Монастырёва.
С 1949 года начал заниматься горнолыжным спортом в добровольном спортивном обществе «Медик». Десятиклассником получил звание мастера спорта СССР.
В 1956 году поступил в Государственный центральный институт физической культуры.
Стал членом сборной команды СССР по горнолыжному спорту, являлся её капитаном.
Участвовал в VII зимних Олимпийских играх 1964 года в Инсбруке, Чемпионате мира 1958 года в Бадгштайне[уточнить]. Бронзовый призёр зимней Универсиады 1964 года в слаломе.
Неоднократный чемпион СССР по горнолыжному спорту:
- 1964 года — в гигантском слаломе и в троеборье;
- 1966 года — в скоростном спуске;
- 1969 года — в слаломе и гигантском слаломе;
- 1970 года — в гигантском слаломе и в троеборье.

После окончания карьеры стал тренером, неоднократно возглавлял советские делегации на международных соревнованиях.
С 1969 по 1975 год — старший тренер сборной команды студентов спортивного общества «Буревестник».
В 1975—1977 годах — заместитель председателя спортивного общества «Спартак».
В 1977—1980 годах — работник аппарата Спортивного комитета СССР.
В 1978—1983 годах — заведующий отделом зимних видов спорта спортивного общества «Урожай».
В 1981—1987 годах — старший тренер сборной Грузинской ССР по горным лыжам.
С 1992 года — вице-президент Федерации горнолыжного спорта и сноуборда России по работе с ветеранами спорта.
Занимался спортивной журналистикой, сотрудничал с газетами «Правда», «Сельская жизнь», «Советский спорт», журналами «Спортивная жизнь России», «Физкультура и спорт», «SKI».
Скончался 31 января 2011 года во время XXV зимней Универсиады в Эрзуруме (Турция).

## Награды и звания
- Мастер спорта СССР (1956)
- Мастер спорта СССР международного класса (1965)
- Медаль «За доблестный труд. В ознаменование 100-летия со дня рождения Владимира Ильича Ленина» (1970)